# Central da Tapada do Outeiro
A central da Tapada do Outeiro é uma central térmica localizada no concelho de Gondomar, em Portugal. Possui capacidade instalada de produção de 990 MW, dividida em 3 x 330 MW de turbinas a gás em usina de ciclo combinado. A planta foi iniciada em 1997 e concluída em 1999. A fonte de combustível é óleo de aquecimento e gás natural, possuindo capacidade para arrancar autonomamente e usar gasóleo em alternativa ao gás natural.
A operadora é a Turbogas Produtora Energética SA, e os equipamentos e trabalhos são fornecidos, entre outros, pela Siemens e Koch.
Em novembro de 2024, o Governo de Portugal anunciou que abriria concurso para renovação da concessão da central, para garantir os postos de trabalho, por a central ser "uma segurança e um backup para a segurança do sistema elétrico nacional", de acordo com a secretária de Estado da Energia, Maria João Pereira.

## Apagão de 2025
A central foi crucial na recuperação após o apagão na Península Ibérica, ocorrido a 28 de abril de 2025. Junto com a Central de Castelo do Bode, recomeçou a produção a meio da tarde do dia 28 de abril, começando a alimentar a rede elétrica.